# Фритаун
Фритаун (енгл. Freetown) је главни град Сијера Леоне и највећи град са 1.070.200 становника (2004). Град се налази на полуострву Фритаун и излази на Атлантски океан. Област су први населили 1787. ослобођени робови Енглеске и Канаде као и робови који су побегли са Јамајке и амерички црни лојалисти. Фритаун је основан 1792. за ослобођене робове из Нове Шкотске. Од 1808. до 1874. Фритаун је био главни град Британске западне Африке. Током Другог светског рата град је служио као поморска база за Британце. Град је био поприште тешких борби за време грађанског рата током 1990-их. Као и у остатаку Сијера Леоне, у Фритауну влада тропска клима са кишном сезоном од маја до октобра. Привреда Фритауна се ослања на његову луку кроз коју пролази велики део извоза земље. Индустрија укључује паковање риба, млевење пиринча, прераду нафте и производњу цигарета. Предграђа Фритауна су: Велингтон, Киси, Клин Таун, Фура Беј, Коса Таун, Фула Таун, Конго Таун, Муре Таун, Вилбер форс и Абердин. Град побратим Фритауна је Кингстон апон Хил у Енглеској.

## Становништво
| Година       |
| Становништво |
| ------------ |

## Партнерски градови
- Банџул
- Конакри
- Ганџоу
- Хартфорд
- Канзас Сити
- Кингстон на Халу
- Makeni
- Њу Хејвен
- Хефеј